# بيني مارشال (صحفي)
بيني مارشال (بالإنجليزية: Benny Marshall) هو صحفي أمريكي، ولد في 6 نوفمبر 1919، وتوفي في 25 سبتمبر 1969.